# 與神同行 (電影)
《與神同行》，全稱《與神同行：罪與罰》（：／）是一部2017年上映的韓國奇幻電影，改編自韓國漫畫家周浩旻所繪的同名漫畫。劇情描述在火場總是奮不顧身、英勇救人的消防員金自鴻（車太鉉飾）在一場救災行動中為了搶救一名小女孩而意外身亡，死後在三名死神的引領護送下，前往陰間接受七大閻君審判的故事。
續集《與神同行：最終審判》以背靠背拍攝，於2018年8月1日在韓國上映。

## 劇情大綱
消防員金自鴻（車太鉉飾）在一場火災中殉職，被幽冥使者江林（河正宇飾）及其助手日值使者解怨脈（朱智勛飾）和月值使者李德春（金香起飾）接引入地府，三位使者必須在49天裡保護金自鴻通過七大地獄的審判，檢視出他如何度過一生，並決定他的來世興衰。如果金自鴻能通過審判，他將可以轉世，而使者則做為他的辯護士協助他轉世。
在謀殺地獄，金自鴻因曾在火災中丟下受難的同僚，導致其死亡而受審。使者指出金自鴻的行為是為了救更多受難者，而金自鴻在該次火災中也確實救了另外八人的性命，於是卞城王判他無罪。在懶惰地獄，生前懶惰的人將受懲罰，但金自鴻十分勤奮，儘管他宣稱自己是為了賺錢，但使者表示這些錢是為了幫助他的母親和弟弟，因此楚江王判他無罪。
在他通往欺騙地獄的路程中，眾人遭到冤鬼攻擊，並注意到地獄的運作出現異狀，原因出自金自鴻的家屬中有人成了冤鬼，因此江林暫離地獄，到陽間調查。在欺騙地獄，金自鴻被指控偽造信件，使收信人以為自己的家屬仍活著，但因為這是善意的謊言，不但沒有傷害他人，還導致了正面的結果，所以泰山王判他無罪。之後，不義地獄的五官王和背叛地獄的宋帝王也讓他通過，因為他沒有犯下任何這方面的罪行。
江林經過調查後發現金自鴻的弟弟金秀鴻（金東旭飾）在兵役期間因槍枝走火而瀕死，他的同袍以為他已身亡，試圖掩蓋真相，導致金秀鴻被活埋，這讓金秀鴻成了冤鬼。為維護地獄秩序，江林本該消滅冤鬼，但他想起金秀鴻的遭遇與自己前世的遭遇很相似，作為一個不該介入陽間事務的地獄使者，江林陷入兩難，他最後選擇出手干預，並追捕成為冤鬼的金秀鴻。
在暴力地獄，眾人得知金自鴻在高中時對營養不良的弟弟施暴，自此離家15年，至死未再返家。秦廣王判他有罪，於是江林透過感應通知李德春，命她申請讓金自鴻接受與天倫地獄的聯合審判，藉此爭取時間。金自鴻透露，因為當時母親重病、弟弟營養失調，他認為這個家沒有希望，所以想殺死全家後自殺，被弟弟阻止後便毆打他並離家出走，後來出於愧疚，不斷賺錢並寄回家中幫助他們過上好生活。金自鴻在天倫地獄中立刻被閻羅王判有罪，與此同時，江林制伏了金秀鴻，並讓金秀鴻託夢告訴母親有關金自鴻的犯行，而母親也原諒了金自鴻。
閻羅王宣布，所犯罪行在陽間已被真心寬恕者，無須受罰，金自鴻得以轉世，這是幽冥使者協助轉世的第48個靈魂。之後他們接引了金秀鴻的靈魂，並與另一位幽冥使者對抗。

## 演員

### 金家
| 演員   | 角色   | 介紹 | 国语配音 | 粤语配音 |
| ------ | ------ | --- | -------- | -------- |
| 藝秀晶 | 金女士 | 金自鴻和金秀鴻的母親，喑啞人士。 | 馮友薇   |          |
| 車太鉉 | 金自鴻 | （1985年6月26日生，2017年4月28日卒）生前是一位正直又盡責的消防員，在火災中因拯救小女孩而墜樓喪命。對陰間使者來說是19年來第一位模範死者，成為第48位貴人。 | 何志威   | 關信培   |
| 金東旭 | 金秀鴻 | 金自鴻的弟弟，生前正在服兵役，為韓國陸軍上等兵，作為上兵的他很主動照顧「關懷兵」元東延（體力或智力稍有缺陷的士兵），因元東延槍枝走火而被朴武信和元東延活埋，死後因充滿憤怒與不甘而成為冤魂，後來成為陰間使者的第49位貴人。 （金秀鴻為漫畫版的劉成彥，劉成彥與金自鴻的故事在漫畫中基本上以雙線形式進行，兩人沒有任何的交流，所以不存在兄弟情受損這回事。） | 黃天佑   | 黎景全   |

### 陰間使者
| 演員   | 角色     | 介紹 | 国语配音 | 粤语配音 |
| ------ | -------- | --- | -------- | -------- |
| 河正宇 | 江林     | 負責亡者轉世辯護工作的陰間使者領袖。 | 宋克軍   | 高翰文   |
| 金香起 | 李德春   | 陰間的月值使者，江林的助手，有著其他陰間使者所沒有的特異功能，能預先看見亡者的審判內容，即使與江林兩人身處不同地方卻可以心靈連結，江林不在時也可代替負責辯護工作。 | 魏晶琦   | 麥紫筠   |
| 朱智勛 | 解怨脈   | 陰間的日值使者，江林的助手，其個性衝動但武藝超群，擔任亡者的護衛工作。                                                                                             | 李世揚   | 陳旭恆   |
| 金旻鍾 | 陰間使者 | 帶不走許春三的陰間使者。 |          | 李建良   |

### 其他演員
| 演員   | 角色         | 介紹 | 国语配音 | 粤语配音 |
| ------ | ------------ | --- | -------- | -------- |
| 李政宰 | 閻羅王       | 主管「千古沙漠」，審判亡者有否「不孝」，地獄中眾王之王，依照亡者生前的罪孽輕重決定審判順序。                                   | 宋克軍   | 蔡忠衛   |
| 鄭海均 | 卞城王       | 主管「火湯地獄」，負責審判亡者有否「殺人」，懲罰是在火池被高溫燒灼。                                                           | 楊少文   | 李家輝   |
| 金海淑 | 楚江王       | 主管「冥河」，負責審判亡者有否「怠惰」，懲罰是以巨大滾輪迫使亡者不斷奔跑前進，否則就會被輾過，或跳到河中被地獄魚咬食。         | 崔幗夫   |          |
| 金秀安 | 泰山王       | 主管「劍樹林」，審判亡者有否「說謊」，懲罰是將亡者用樹根綁住並拔去舌頭。                                                       | 許淑嬪   | 鄭佩嘉   |
| 李璟榮 | 五官王       | 主管「寒冰峽谷」，審判亡者有否「不義」（不公義）的行為，違者的處罰是冰凍在冰塊中。                                             |          |          |
| 金荷娜 | 宋帝王       | 主管「天地鏡」，審判亡者有否「背叛」他人，懲罰是把亡者困在鏡箱裡並將其打碎，唯一能接受無罪的是美麗的背叛。                     | 楊凱凱   |          |
| 張光   | 秦廣王       | 主管「真空深穴」的暴力地獄，審判亡者有否對人有「暴力」行為，懲罰是將亡者置在狂風中被亂石撞擊。                                 | 符爽     |          |
| 馬東石 | 成造神       | 守護人類宅邸的家神，於片尾現身作為後續預告。                                                                                   |          | 古明華   |
| 吳達庶 | 判官         | 七道審判中，負責宣讀起訴書。                                                                                                   | 曹冀魯   | 黃文偉   |
| 林元熙 | 判官         | 七道審判中，負責宣讀起訴書。                                                                                                   | 高銘孝   | 李建良   |
| 劉俊相 | 金自鴻的同袍 | 他於火場救災期間被坍塌的瓦礫困住，原本能在自鴻的幫助下脫離險境，卻因現場有其他傷者故讓自鴻以救災優先，最後死於火場內。         | 曹冀魯   |          |
| 鄭智勛 | 許賢東       | 許春三的孫子。 | 楊凱凱   |          |
| 南一祐 | 許春三       | 許賢東的爺爺。 | 吳文民   |          |
| 都敬秀 | 元東延       | 關懷兵，備受金秀鴻的照顧，但槍械走火，誤殺金秀鴻。                                                                             | 張立昂   |          |
| 李浚赫 | 朴武信       | 韓國陸軍中尉，已婚，太太即將臨盆。原本與金秀鴻關係良好，但在逃避責任並在知道金秀鴻尚未斷氣的情況下把金秀鴻活埋。(在續集中提到) | 康殿宏   |          |
| 金秀路 |              | 貓咪少女的父親 | 吳文民   |          |

## 獲獎
| 年份   | 頒獎典禮                  | 獎項           | 入圍者             | 結果 |
| ------ | ------------------------- | -------------- | ------------------ | ---- |
| 2018年 | 第九屆年度電影獎          | 年度電影人獎   | 金容華             | 獲獎 |
| 2018年 | 第54屆百想藝術大獎        | 作品獎         | 作品獎             | 提名 |
| 2018年 | 第54屆百想藝術大獎        | 導演獎         | 金容華             | 獲獎 |
| 2018年 | 第54屆百想藝術大獎        | 男子配角獎     | 金東昱             | 提名 |
| 2018年 | 第54屆百想藝術大獎        | 技術獎         | 陳宗賢（視覺效果） | 獲獎 |
| 2018年 | 第39屆青龍電影獎          | 最佳電影       | 最佳電影           | 提名 |
| 2018年 | 第39屆青龍電影獎          | 最佳導演       | 金容華             | 提名 |
| 2018年 | 第39屆青龍電影獎          | 最佳男主角     | 河正宇             | 提名 |
| 2018年 | 第39屆青龍電影獎          | 最佳男配角     | 金東旭             | 提名 |
| 2018年 | 第39屆青龍電影獎          | 最佳女配角     | 金香起             | 獲獎 |
| 2018年 | 第39屆青龍電影獎          | 攝影獎         | 金炳瑞、申慶滿     | 提名 |
| 2018年 | 第39屆青龍電影獎          | 剪輯獎         | 金鎮伍、金惠珍     | 提名 |
| 2018年 | 第39屆青龍電影獎          | 美術獎         | 李牧元             | 提名 |
| 2018年 | 第39屆青龍電影獎          | 技術獎         | 陳宗賢（視覺效果） | 獲獎 |
| 2018年 | 第39屆青龍電影獎          | 最高觀影次數獎 | 最高觀影次數獎     | 獲獎 |
| 2018年 | 第5屆韓國電影製作人協會獎 | 技術獎         | 陳宗賢（視覺效果） | 獲獎 |

## 發行

### 評價
《與神同行》在爛番茄網站根據9篇專業影評人的評論，獲得67%的「新鮮」度，平均得分為6.8分（滿分10）,觀眾評比則是83%，平均分數4.2分（滿分5分）。Metacritic的使用者評分系統依照19名網站使用者評分，獲得8分（滿分10）的成績。

### 票房
韓國方面，首映當日觀影人次為40.6萬人次，擊敗《國際市場：半世紀的諾言》、 《7號房的禮物》、《正義辯護人》的紀錄；上映不到三天，觀影人數就超過百萬人，刷新歷代12月上映電影最快破100萬觀影人次紀錄；首週五天觀影人次為355萬人次；次週觀影人次累積至853萬人次；2018年1月4日，上映十六天達成1000萬觀影人次紀錄；第三週觀影人次累積至1150萬人次；第四週觀影人次累積至1284萬人次；1月16日，觀影人次突破1300萬（1303萬），分別擠下電影《神偷大劫案》的1298萬觀影人次和電影《駭人怪物》的1301萬觀影人次；1月21日，觀影人次1354萬，超越《辣手警探》的1340萬觀影人次；1月23日，觀影人次1364萬，超越《阿凡達》的1362萬觀影人次；1月30日，觀影人次破1400萬（1401萬）；2月8日，觀影人次1426萬超越電影《國際市場》的1425萬觀影人次，僅次於《鳴梁》的1761萬觀影人次，榮登韓國影史觀影人次第2名；最終觀影人次為14,410,754人次。
臺灣方面，首日票房破500萬元；首週三天票房為新台幣2312萬元；2017年12月31日，上映十天全台票房破億；次週票房累計至新台幣1.17億元；2018年1月6日，上映十五日全台票房突破2億元；第三週票房累計至新台幣2.43億元；1月12日，上映二十二天全台票房突破3億元；第四週票房累計至新台幣3.39億元；1月15日，上映二十五天全台票房達3.5億元，超過韓片在台票房紀錄《屍速列車》3.4億元；1月21日，上映三十一天全台票房破新台幣4億元；第五週票房累計至新台幣4.04億元；第六週票房累計至新台幣4.5億元；最終全台票房為新台幣5.13億元。
香港方面，正式上映前，優先場票房達240萬港元；正式上映首日票房為132萬港元；1月14日，上映四天票房突破1,000萬港元；1月16日，上映六天票房突破1,600萬港元，超越電影《軍艦島》票房1,425萬港元紀錄，成為香港史上最賣座韓片第二位；1月19日，上映九天票房突破2,000萬港元；1月23日，上映十三天票房突破3,000萬港元；1月28日，上映十八天票房突破4,000萬港元；2月10日，上映三十一天票房突破5,000萬港元；最終票房為5,443萬港元。
| 上一届： 《STAR WARS：最後的絕地武士》 | 2017年台北週末票房冠軍 第51週  | 下一届： 《野蠻遊戲：瘋狂叢林》 |
| 上一届： 《野蠻遊戲：瘋狂叢林》        | 2018年台北週末票房冠軍 第1-2週 | 下一届： 《移動迷宮：死亡解藥》 |
| 上一届： 《玩轉極樂園》                | 2018年香港週末票房冠軍 第2週   | 下一届： 《玩轉極樂園》         |
| 上一届： 《玩轉極樂園》                | 2018年香港一週票房冠軍 第2週   | 下一届： 《玩轉極樂園》         |
| 上一届： 《移動迷宮：死亡解藥》        | 2018年香港一週票房冠軍 第6週   | 下一届： 《黑豹》               |

## 外部連結
- NAVER電影 - 與神同行 （页面存档备份，存于）
- Daum電影 - 與神同行 （页面存档备份，存于）
- Movist - 與神同行 （页面存档备份，存于）
- 韓國電影數據庫 - 與神同行 （页面存档备份，存于）
- NAVER原著線上漫畫 （页面存档备份，存于）
- 原作漫畫LINE WEBTOON台灣繁體中文版 （页面存档备份，存于）
- 互联网电影数据库（IMDb）上《與神同行》的资料（英文）
- 爛番茄上《與神同行》的資料（英文）
- Metacritic上《與神同行》的資料（英文）
- Box Office Mojo上《與神同行》的資料（英文）
- AllMovie上《與神同行》的资料（英文）
- 開眼電影網上《與神同行》的資料（繁體中文）
- Yahoo奇摩電影上《與神同行》的資料（繁體中文）
- 雅虎香港電影上《與神同行》的資料（繁體中文）
- 豆瓣电影上《與神同行》的資料 （简体中文）
- 时光网上《與神同行》的資料（简体中文）